# Comrat
Comrat (en rumano: Comrat; en gagauzo: Komrat) es una comuna y ciudad de la unidad territorial autónoma de Gagaúzia, al sur de Moldavia. Comrat es la ciudad más grande e importante de toda Gagaúzia. 

## Toponimia
El nombre de la ciudad en otros idiomas de importancia también es Komrat (en ruso: Комрат; en ucraniano: Комрат).

## Geografía
Comrat se encuentra en la parte central de la estepa de Budyak, a orillas del río Yalpug. Comrat se sitúa a 98 km de Chisináu, a 230 km a Odesa y a 230 km a Bucarest.

### Clima
Comrat tiene un clima oceánico bordeando un clima continental húmedo, caracterizado por veranos cálidos y secos e inviernos nevados y fríos. Las temperaturas del invierno son a menudo por debajo de 0 °C. En verano, la temperatura máxima promedio es de aproximadamente 25 °C. La precipitación media es relativamente baja.
| Parámetros climáticos promedio de Comrat | Parámetros climáticos promedio de Comrat | Parámetros climáticos promedio de Comrat | Parámetros climáticos promedio de Comrat | Parámetros climáticos promedio de Comrat | Parámetros climáticos promedio de Comrat | Parámetros climáticos promedio de Comrat | Parámetros climáticos promedio de Comrat | Parámetros climáticos promedio de Comrat | Parámetros climáticos promedio de Comrat | Parámetros climáticos promedio de Comrat | Parámetros climáticos promedio de Comrat | Parámetros climáticos promedio de Comrat | Parámetros climáticos promedio de Comrat |
| Mes                                      | Ene.                                     | Feb.                                     | Mar.                                     | Abr.                                     | May.                                     | Jun.                                     | Jul.                                     | Ago.                                     | Sep.                                     | Oct.                                     | Nov.                                     | Dic.                                     | Anual                                    |
| ---------------------------------------- | ---------------------------------------- | ---------------------------------------- | ---------------------------------------- | ---------------------------------------- | ---------------------------------------- | ---------------------------------------- | ---------------------------------------- | ---------------------------------------- | ---------------------------------------- | ---------------------------------------- | ---------------------------------------- | ---------------------------------------- | ---------------------------------------- |
| Temp. máx. media (°C)                    | 0.7                                      | 2.2                                      | 7.6                                      | 15.8                                     | 21.8                                     | 25.2                                     | 27.1                                     | 26.9                                     | 22.7                                     | 16.0                                     | 8.6                                      | 3.4                                      | 14.8                                     |
| Temp. media (°C)                         | -2.5                                     | -1.0                                     | 3.6                                      | 10.7                                     | 16.4                                     | 19.8                                     | 21.5                                     | 21.1                                     | 16.9                                     | 10.9                                     | 5.0                                      | 0.4                                      | 10.2                                     |
| Temp. mín. media (°C)                    | -5.7                                     | -4.1                                     | -0.3                                     | 5.6                                      | 11.1                                     | 14.5                                     | 16.0                                     | 15.3                                     | 11.2                                     | 5.9                                      | 1.5                                      | -2.5                                     | 5.7                                      |
| Precipitación total (mm)                 | 31                                       | 35                                       | 30                                       | 39                                       | 51                                       | 71                                       | 60                                       | 44                                       | 44                                       | 26                                       | 34                                       | 35                                       | 500                                      |
| Fuente: Climate-data.org                 |                                          |                                          |                                          |                                          |                                          |                                          |                                          |                                          |                                          |                                          |                                          |                                          |                                          |

## Historia
Comrat se estableció por primera vez en 1443, y otras fuentes afirman que fue fundado en 1789. En la segunda mitad del siglo XVIII, los otomanos estaban librando una de las muchas guerras con el Imperio ruso y desde la década de 1780 hasta finales del siglo XIX, los gagaúzos ortodoxos y los búlgaros emigraron de Bulgaria (parte del Imperio otomano) al sur de Besarabia para huir de la opresión religiosa. Los observadores coetáneos a menudo no hacían distinción entre los dos grupos étnicos.
En 1906, el pueblo se rebeló contra las autoridades rusas y proclamó la República autónoma de Comrat (que no pretendía declararse independiente). Comrat perteneció a gobernación rusa de Besarabiahasta 1917. En las décadas de 1920 y 1930, siendo parte del reino de Rumania, se produjo la apertura de algunas escuelas de lengua gagaúza.
El pueblo recibió el estatus de ciudad en 1952. Cuando la ciudad formaba parte de la República Socialista Soviética de Moldavia la industria de Comrat se concentraba en la producción de mantequilla, vino y alfombras, ornamentadas con motivos moldavos. A diferencia de Transnistria, que se convirtió en un lugar líder para la industria pesada y la producción de energía durante la era soviética, Gagaúzia era una región principalmente agraria y más pobre. 
Con el colapso de la Unión Soviética, aumentaron las tensiones políticas entre el partido Frente Popular de Moldavia (fundado en 1989), y los líderes gagaúzos (anteriormente habían participado en la fundación del frente popular), apoyados por el gobierno ruso. En el otoño de 1989, el gobierno soviético moldavo decidió en contra de establecer una república autónoma. Por ello, la República Socialista Soviética de Gagaúzia se declaró independiente en agosto de 1990, con sede en Comrat. Sólo mediante la intervención de las tropas soviéticas se podrían contener los enfrentamientos violentos entre combatientes irregulares moldavos y gagaúzos. Las tensiones terminaron con un acuerdo con el que renunció a la independencia total y se creó la unidad territorial autónoma de Gagaúzia dentro de Moldavia. Gagaúzia, al ser una de las regiones más pobres de Moldavia, no volvió a intentar independizarse porque depende financieramente de Chisináu.

## Demografía
La evolución de la población de Comrat entre 1897 y 2014 fue la siguiente:
| 4935                         | 12 331 | 14 142 | 21 093 | 25 800 | 23 429 | 20 251 | 20 113 |
| (Fuente: Localitati Moldova) |        |        |        |        |        |        |        |

Según el censo de 2004, los gagaúzos representaban el 81,4% de la población; los búlgaros de Besarabia, el 5,2%; los rusos, el 4,6%; los rumanos, el 4,4%; y los ucranianos, el 3,3%.
En el censo rumano de 1930, 62,4% de la población eran gagaúzos; rumanos, el 14,8%; búlgaros de Besarabia, el 14,3%; rusos, 3,7%; y judíos, el 3,2%.

## Economía
Comrat forma parte de la zona vitivinícola del sur de Moldavia, conocida por la producción de vinos rojos y moscateles. En los suburbios y la periferia de la ciudad hay diez fábricas de vino.
La producción de alimentos es la principal industria de la ciudad, con fábricas de envasado y procesado, la ya mencionada producción de vino y una fábrica de procesado de aceite (la única de Moldavia). Entre otras industrias se encuentran una fábrica siderúrgica y de cemento, fábricas de electrodomésticos, carpinterías, producción de plástico para ventanas y puertas, carnicerías y empresas de transporte.

## Infraestructura

### Arquitectura, monumentos y lugares de interés
El lugar más característico de Comrat es la catedral de Comrat, dedicada a de San Juan y construida en 1820. En Comrat hay una galería de arte gagaúzo y en el cercano suburbio de Beşalma está el museo de la cultura gagaúza.
El parlamento regional de Gagaúzia es un edificio rectangular de tres pisos. En 2006 se erigió una hilera de bustos de personalidades gagaúzas frente a la universidad con motivo del primer Congreso Mundial del Pueblo Gagaúzo. La ciudad conserva muchos monumentos de época soviética como el monumento de Vladímir Lenin, Heydar Aliyev, a las tropas enviadas a Afganistán o a los defensores de Comrat.

### Educación
La Universidad Estatal de Comrat fue inaugurada en el año 2002 tras el impulso por el gobierno central moldavo y el autonómico, cuya construcción contó con el apoyo de Bulgaria y Turquía. También hay una biblioteca turca nombrada en honor a Mustafa Kemal Atatürk.

### Transporte
Comrat está conectada con Chisináu por la autopista E584, que luego también llega a Odesa y hasta Bucarest.

## Cultura

### Deporte
El equipo más importante de la ciudad es el FC Olimp Comrat, que juega en la Liga 1 de Moldavia.

## Personas destacadas
- Petar Draganov (1857-1928): filólogo ruso, macedonista y eslavista.
- Alexandru Stoianoglo (1967): político moldavo que fue fiscal general de Moldavia (2019-2021).
- Alexander Romanov (1990): artista marcial mixto y luchador de estilo libre moldavo, que compite en la división de peso pesado de UFC.

## Galería

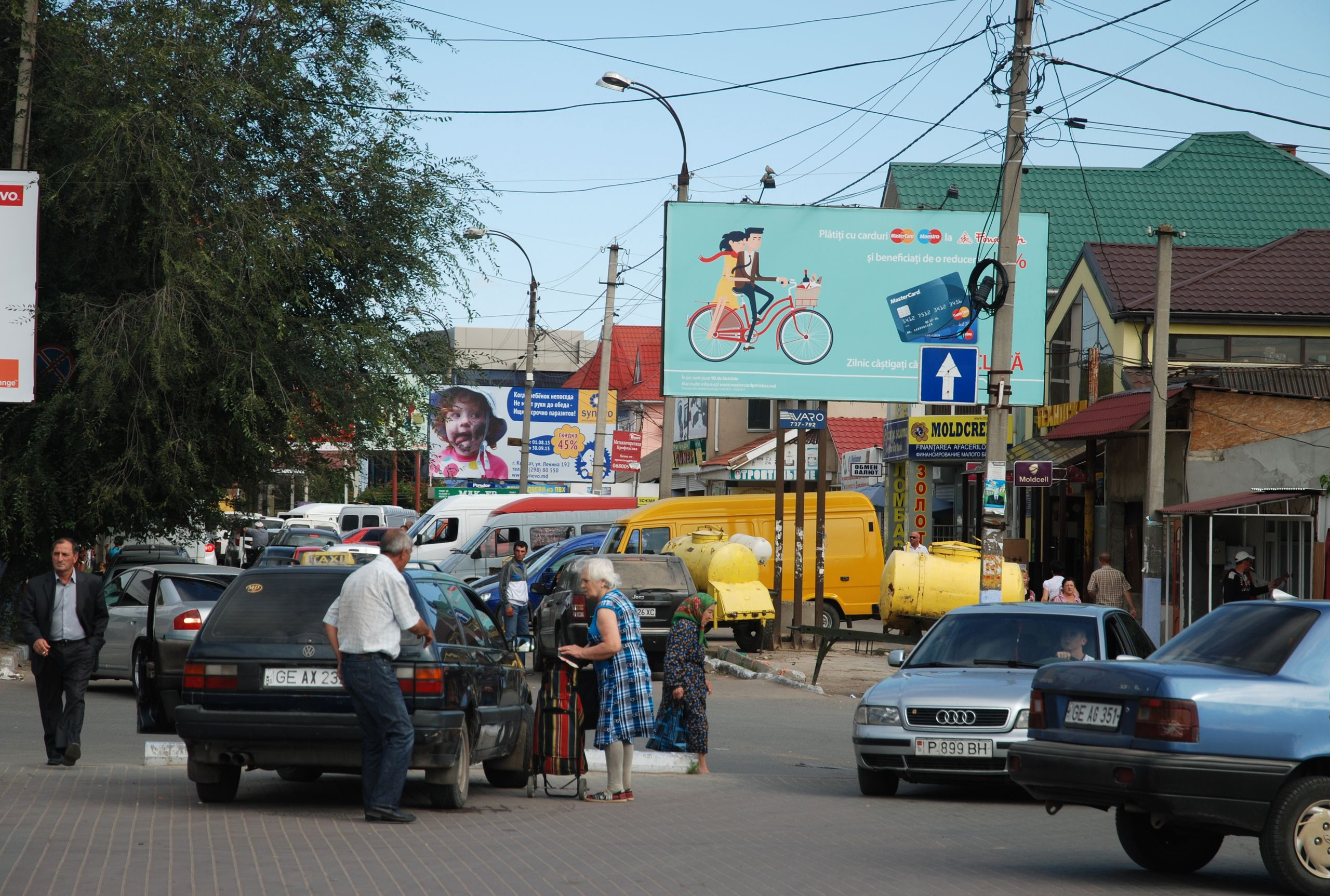
Mercado de Comrat
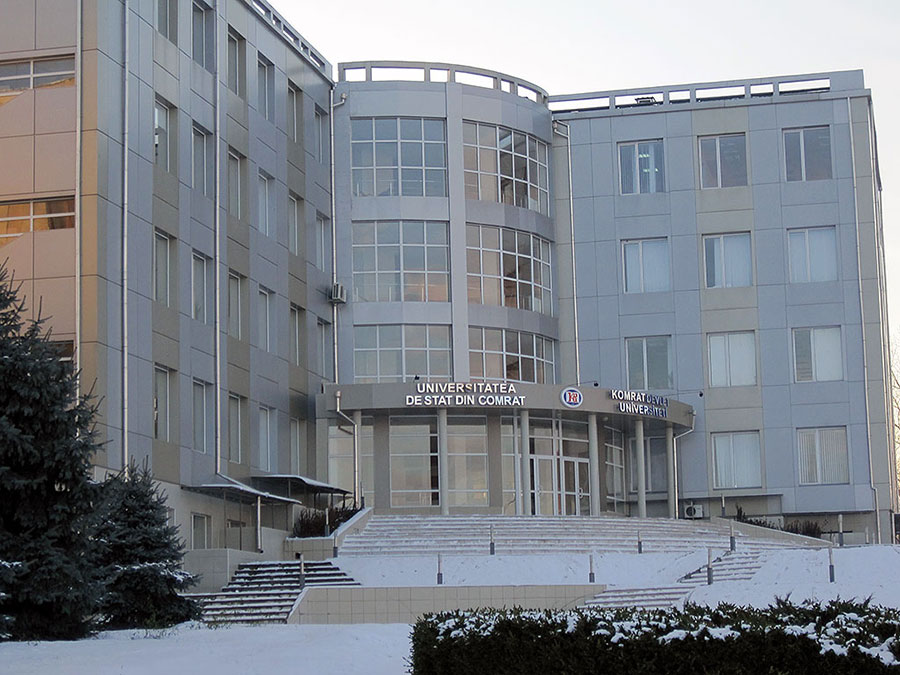
Universidad Estatal de Comrat
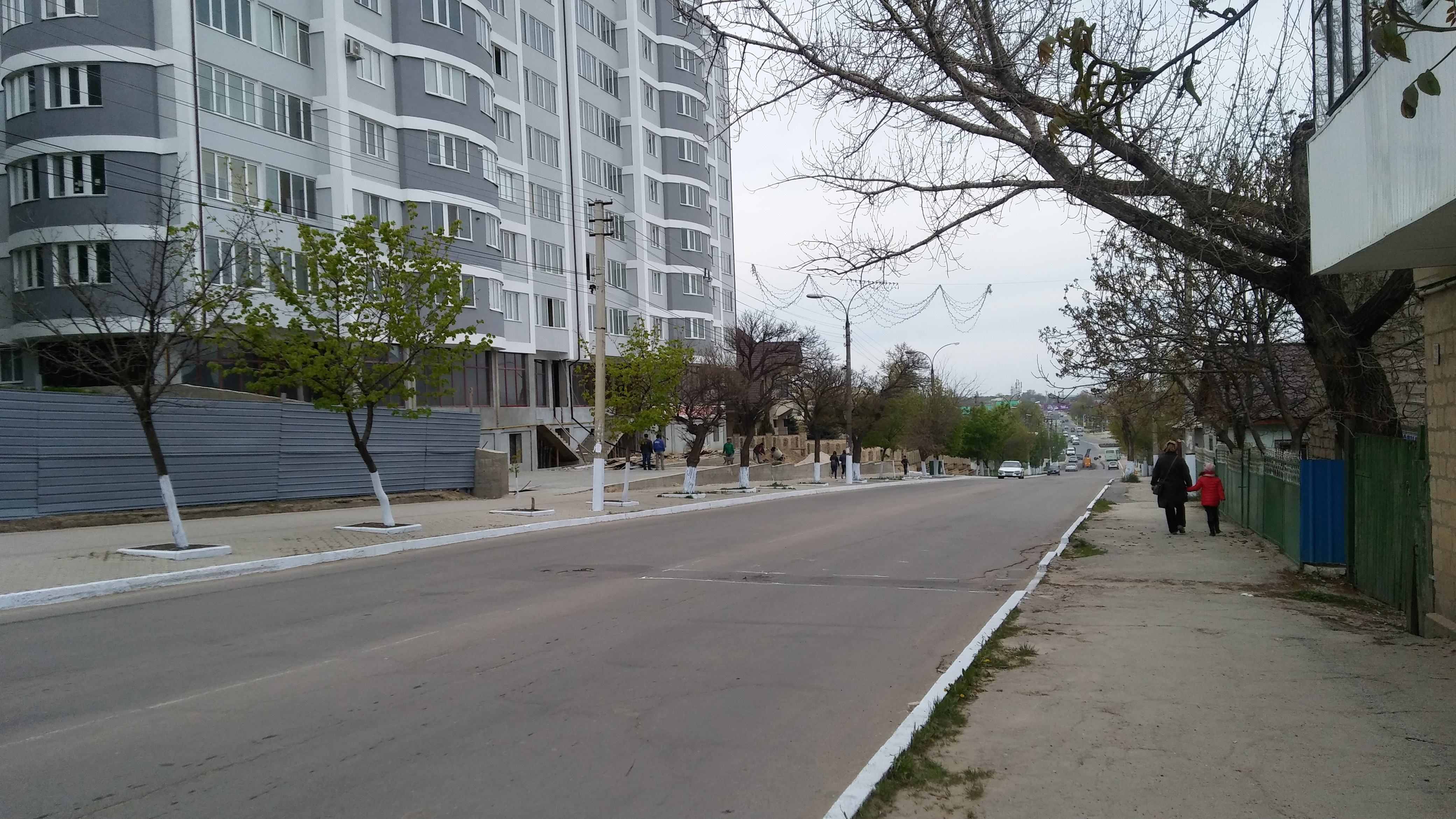
Calle de Comrat
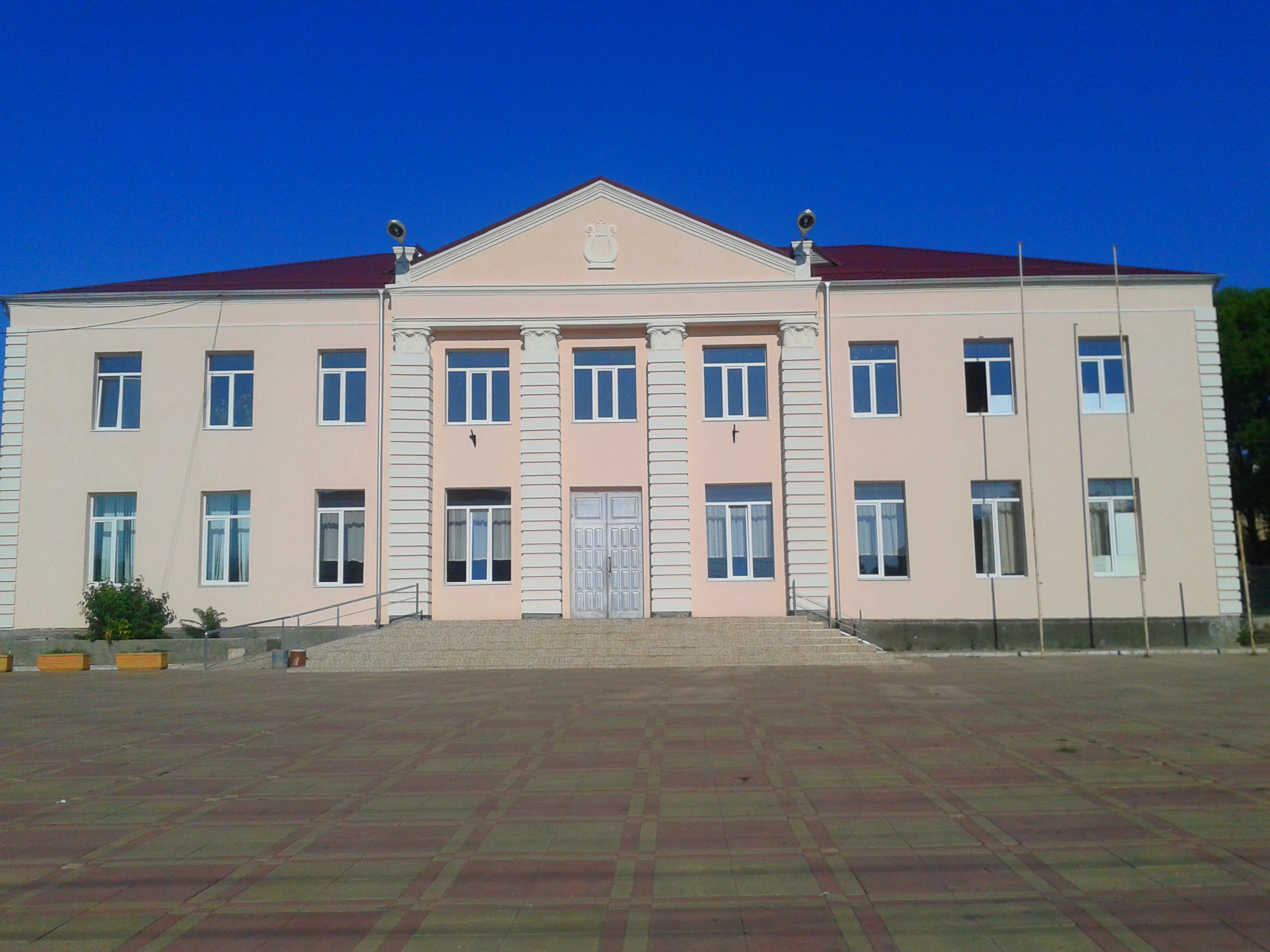
Casa de la cultura de Comrat
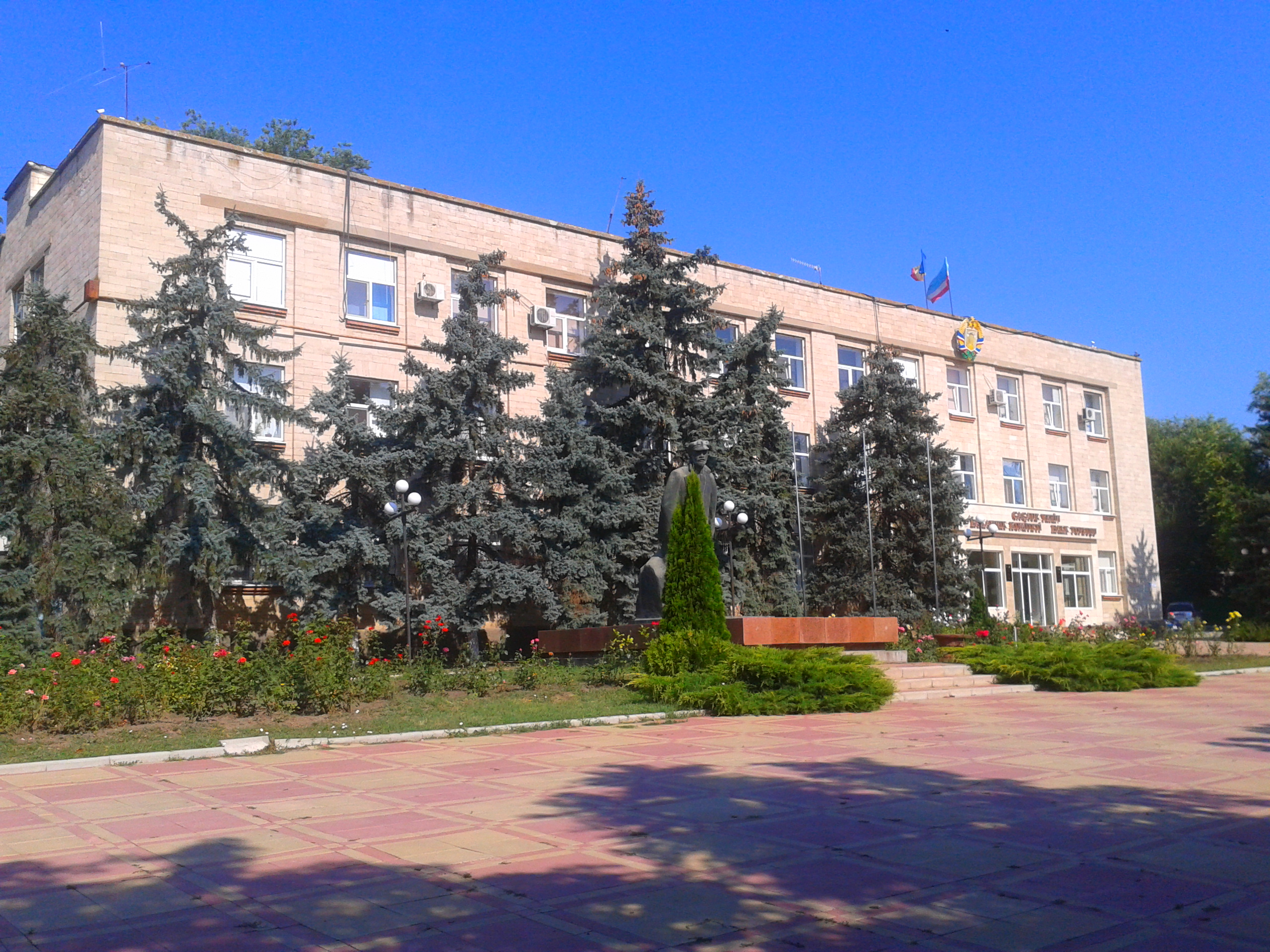
Sede del Comité Ejecutivo de Gagaúzia

## Ciudades hermanadas
Comrat está hermanada con las siguientes ciudades:
- Erzsébetváros, Hungría.
- Isparta, Hendek, Küçükkuyu, Sapanca y distrito de Pendik; Turquía.
- Bavlí (Tartaristán), Grozni (Chechenia); Rusia.
- Bolgrado, Ucrania.